# Helîm Yûsiv
Helîm Yûsiv (Amûdê, 1967) est un écrivain et avocat kurde syrien. 

## Biographie
Helîm Yûsiv est né en 1967 à Amuda, au Kurdistan syrien,. 
Il a étudié le droit à l'université d'Alep et a publié au Liban, en Turquie et en Allemagne. 
Il vit en Allemagne depuis 2000,.
Il écrit en kurde et en arabe.

## Œuvres
- Mêrê avis, nouvelles [L'homme enceint], Damas, 1991 [en arabe] (trad. en kurde, Avesta, Istanbul, 1997; trad. en allemand : Der schwangere Mann. Erzählungen, Münster,  Ararat, 2004, 161 p.  (ISBN 3-89771-853-7)
- Jinên qatê bilind, nouvelles [Les femmes de l'étage du dessus], Beyrouth, 1995 (trad. en kurde, Istanbul, Avesta, 1998, 95 p.).
- Mirî ranazin, nouvelles [Les morts ne dorment pas], Istanbul, Avesta, 1996, 103 p. (trad. en turc, Ölüler Uyumaz, 1998, 117 p.).
- Sobarto, roman, Istanbul, Avesta, 1999, 204 p. (trad. en arabe même année).
- Memê bê Zîn, roman[Mem sans Zîn], Avesta, Istanbul, 2003, 144 p.
- Tirsa bê diran, roman [La peur sans dent], Istanbul, 2006.
- Gava masî tî dibin, roman [Quand les poissons ont soif], Amed, Lîs, 2009 (trad. en turc, Notabene, 2013, 192 p.)
- Romana kurdî, travail de recherche [le roman kurde], Ronahî, 2011.
- Ausländer Beg, nouvelles [Messieurs les étrangers], Lîs, 2011, 176 p.
- 99 Morîkên Belavbûyî, roman [99 perles dispersées], Peywend, 2015, 152 p..
- Firina bi Basken Şikesti, roman [Voler avec les ailes brisées], Peywend, 2019, 128 p.